# OUTLAST 2
『OUTLAST 2』（アウトラスト 2）は、Red Barrels製作のサバイバルホラーゲーム。2017年4月25日に発売された。

## 登場キャラクター
ブレイク・ランガーマン（Blake Langerman）
声 - ショーン・ベイチュー
本作の主人公であるカメラマンの助手で、リンの夫。ヘリが村に不時着したことで迷い込んでしまい、はぐれたリンを見つける為に行動するが、途中様々な困難に巻き込まれる事となり、負傷しながらも何とかリンを救出する。その後、新生児を出産したリンの最期を見届け、自身も世界滅亡という妄想の世界に引き込まれた。
リン・ランガーマン（Lynn Langermann）
声 - エリカ・ローゼンバウム
ブレイクの妻。ブレイクとは小学校時代からの付き合いである。序盤でヘリが村に不時着したことでブレイクとはぐれてしまい、その際に妄想妊娠したことでヴァルに保護されて鉱山に匿われる。終盤でブレイクに助けられるが、最後は新生児を出産した後に息を引き取る。
ジェシカ・グレイ（Jessica Gray）
声 - アンジェラ・マグリ
ブレイクとリンが小学生だった時の同級生。ブレイクの回想では首吊り自殺をしていた事になっているが、終盤で乱暴しようとした人物に追い掛け回された末に階段から転落死した上に首吊り自殺に偽装されたことが判明した。
イーサン（Ethan）
声 - カルロ・メストロニ
序盤でブレイクが出会った村人。クノースの命令を無視してまで逃がした娘のアンナの事を気に掛けており、後にブレイクから娘の嘘の消息（既に死んでいるが、ブレイクは気を遣って無事だと嘘をついた）を聞かされて安堵し、その上でブレイクを床下部屋に匿う。その後、ブレイクが目覚めた頃にやってきたマルタからブレイクの居場所を吐くように迫られるも頑なに口を割らず、最後は裏切りの罰としてマルタに惨殺された。
マルタ（Malta）
声 - タマラ・ブラウン
ストーリー序盤から終盤までブレイクを追いかけ回す女性。クノースとは子供の頃から付き合いがあり、彼からも信頼が厚い。ツルハシを武器としている。元々は人殺しを嫌う程の優しい性格であったが、後にクノースに唆されて豹変し、以降は裏切り者やよそ者を殺害するといった刑の執行人にされた。序盤でブレイクが村に侵入したことを知って始末を目論んでおり、彼を散々追い掛け回し、終盤ではブレイクとリンの前に現れて二人を後一歩のところまで追い詰めるが、最後は落雷で落ちた教会の十字架の串刺しにされて死亡する。
サリヴァン・クノース（Sullivan Knoth）
声 - ヴラスタ・ヴラナ
大神父と呼ばれている人物で、教団の指導者。大柄な体格をしており、その振る舞いとは裏腹に下劣な性格で、村に住む多くの女性を強姦しているが、妊娠すれば子殺しを命じるなど残虐性も併せ持っている。また、村人こと信者たちからは尊敬の対象にされており、その為に村中の建物などで自身の｢絵画｣が多く飾られている。元々は靴屋を経営していたが、ある日神の啓示を受けたことで指導者になり、信者を集めて教団を立ち上げた。その後、多くの信者と共に拠点となる現在の村に辿り着き、そこを「テンプルゲート」と名付けて暮らすようになる。村に不時着したリンが妄想妊娠している事を知り、村人を拷問してリンを匿っているヴァルの居場所を白状させる事までして子殺しの為にリンを狙っていたが、後にある罪を犯したことで子殺しが出来なくなって絶望し、最後はブレイクとの会話の末に持っていたナイフで自ら命を絶った。
ヴァル（Val）
声 - クラウディア・ベッソ
ブレイクの前に現れた謎の人物で、クノースが立ち上げた教団の元助祭。顔付きや話し方から女性のような感じであるが、詳しい性別は不明である。元々は村で穢れ人を収容する養護院を経営していたが、後にクノースから子殺しを命じられたことで殺しをさせられてしまい、それを機に反旗を翻してクノースの信者とは別の異教徒たちを集めて異端者達のリーダーとなり、クノースと袂を分けた上で対立する。序盤でクノースの教えに反して妄想妊娠したリンを保護し、拠点である鉱山に匿った上で出産させる事を目論んでおり、その過程でブレイクも捕まえたが、結局は不手際で二人を逃がしてしまう。その後の消息は不明である。
レアード・バイロン（Laird Byron）
声 - カルロ・メストロニ
クノースが立ち上げた教団の助祭。体格が非常に小さく、常に体格が大きいニックの肩に乗って移動している。火矢を武器にしており、見つけた標的を即座に狙い撃ちできる程の的確さを持っている。ブレイクを追い掛け回し、一度は捕まえてハンディカムを取り上げた上で磔にしたが、逃げられてしまう。その後、再び捕まえる為にしつこく追い掛け回したが、結局は逃してしまう。その後の消息は不明である。
ニック・トレンブイ（Nick Tremblay）
声 - カルロ・メストロニ
レアードの手下。体格が大きく、レアードを肩に乗せて行動する。

## 舞台・用語
テンプルゲート
ブレイクとリンが不時着した場所に存在する村。元々は名前の無い普通の村だったが、後に教団の指導者であるクノースが教団の拠点として信者と共に移り住んだ際にこの名が付けられており、現在は村人のほとんどがクノースの信者で、それぞれの家に居を構えている。
穢れ人
性病「梅毒」に感染したことで村から隔離された人々。普段は村の外れで生活しているが、場合によってはよそ者を見つけると襲いかかる時もある。
新エゼキエル
クノースが立ち上げた教団。テンプルゲートを拠点に活動しており、また鉱山を拠点としているヴァル率いる異端者達と対立している。
電波塔
テンプルゲートの中に存在する謎の塔。常に何かしらの電波を発しており、その電波には人々を狂わせ、時には人体に影響を与える程の効果があり、クノースが率いる教団の信者たちもこの影響でおかしくなった事が窺えるが、クノース自身は塔自体を「神」、電波を「神の声」と捉えている。また、ドキュメントによればマーコフ社の社員がテンプルゲートに出入りしている事が判明しており、塔を設置したのはマーコフ社であることが示唆されている。